# Šentjernej község
Šentjernej (szlovénül: Občina Šentjernej) Szlovénia 212 alapfokú közigazgatási egységének, azaz községének egyike a Délkelet-Szlovénia statisztikai régióban. A község központja Šentjernej város. A történelmi Alsó-Krajna régió része. Šentjernej 1994-ben vált községgé, Horvátországgal határos.

## A község települései
A községhez Šentjernej székhelyen kívül a következő települések tartoznak:
- Apnenik
- Breška Vas
- Brezje pri Šentjerneju
- Čadraže
- Cerov Log
- Čisti Breg
- Dobravica
- Dolenja Brezovica
- Dolenja Stara Vas
- Dolenje Gradišče pri Šentjerneju
- Dolenje Mokro Polje
- Dolenje Vrhpolje
- Dolenji Maharovec
- Drama
- Drča
- Gorenja Brezovica
- Gorenja Gomila
- Gorenja Stara Vas
- Gorenje Gradišče pri Šentjerneju
- Gorenje Mokro Polje
- Gorenje Vrhpolje
- Gorenji Maharovec
- Groblje pri Prekopi
- Gruča
- Hrastje
- Hrvaški Brod
- Imenje
- Javorovica
- Ledeča Vas
- Loka
- Mali Ban
- Mihovica
- Mihovo
- Mršeča Vas
- Orehovica
- Ostrog
- Polhovica
- Prapreče pri Šentjerneju
- Pristava pri Šentjerneju
- Pristavica
- Rakovnik
- Razdrto
- Roje
- Sela pri Šentjerneju
- Šentjakob
- Šmalčja Vas
- Šmarje
- Tolsti Vrh
- Veliki Ban
- Volčkova Vas
- Vratno
- Vrbovice
- Vrh pri Šentjerneju
- Zameško
- Zapuže
- Žerjavin
- Žvabovo

## Népesség
| Lakosok száma | 6666 | 6726 | 6863 | 6898 | 6939 | 6971 | 7017 | 7109 | 7157 | 7216 |
|               | 2008 | 2009 | 2011 | 2012 | 2013 | 2015 | 2016 | 2017 | 2019 | 2020 |